# Fortifications et constructions de Vauban
L’œuvre de Vauban est monumentale car il a conçu et suivi la réalisation de plus de 150 places fortes ainsi que de vastes ouvrages civils en France. Douze sites, qui ont bénéficié de leur inscription de l’œuvre remarquable de Vauban sur la liste du patrimoine mondial de l’UNESCO, permettent d’en fournir une analyse scientifique en croisant plusieurs critères typologiques :
- l’évolution des conceptions défensives de Vauban, organisées après lui en premier, deuxième et troisième système ;
- une déclinaison géographique complète (sites de plaine, de bord de mer et de montagne) ;
- le type d’ouvrage (fort, enceinte urbaine ou citadelle) ;
- l'adaptation des fortifications existantes et la création ex nihilo.

## Contexte

### Développement de la fortification bastionnée

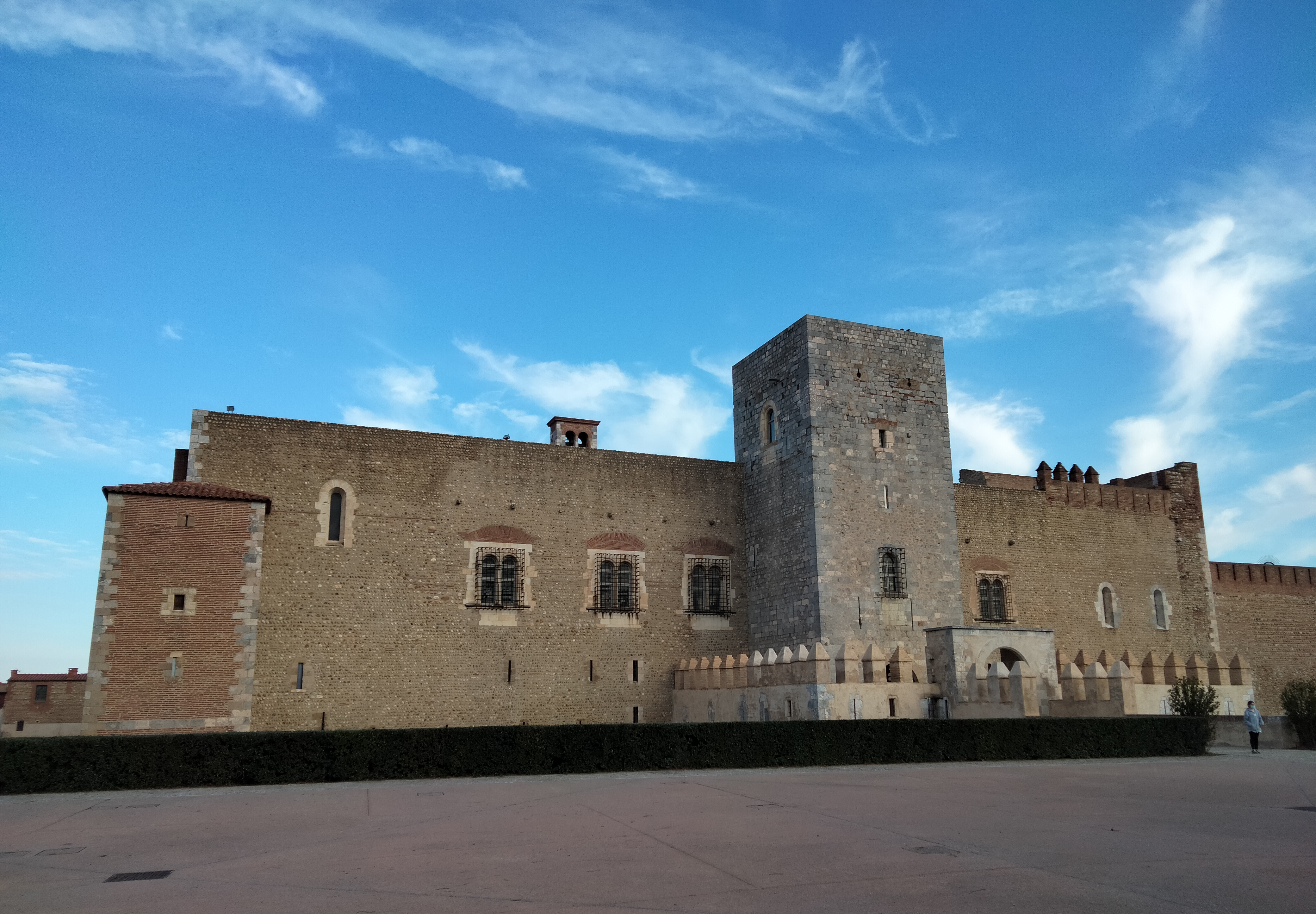
La citadelle de Perpignan applique les règles de la fortification bastionnée tout en utilisant les matériaux locaux (galets de rivière posés en arête-de-poisson alternant avec les briques dont l'architecture modulaire et la ductilité permettent d'offrir plus de résistance à l'éclatement sous l'impact des boulets).

À la Renaissance, une nouvelle école de fortification émerge et pose les bases de nouvelles manières de défendre les places fortes : le tracé à l'italienne. Elle introduit le glacis, une zone en pente douce, privée de tout couvert, qui entoure la forteresse. Autre nouveauté, le chemin couvert, qui sépare le fossé du glacis : il permet de déployer des mousquetaires, pour fusiller tout assaillant qui s'aventurerait sur le glacis. Il est légèrement en contrebas des courtines principales qui sont armées par les canons de la place, ce qui permet l'étagement des feux ; il n'est pas protégé côté forteresse, et n'offre donc aucun avantage après sa prise. L'usage de la terre extraite du fossé dans la construction redevient prépondérant, la maçonnerie est employée principalement pour bâtir deux murs encadrant le fossé, l'escarpe côté courtine et la contrescarpe côté glacis. La tour disparaît au profit du bastion, entre lesquels s'intercalent des demi-lunes, qui remplacent les premiers ouvrages détachés.
Toutes ces nouvelles techniques sont formalisées, en France, dans un premier traité de fortification : La fortification reduicte en art et demonstrée, écrit par Jean Errard et publié en 1604. Il y détermine les distances entre les ouvrages en fonction de la portée de l'arquebuse et préconise l'étagement des feux. Antoine De Ville et Blaise de Pagan poursuivent son œuvre, en particulier en introduisant l'usage de réduits, au sein des ouvrages, pour retarder leur chute en fournissant aux défenseurs une position de repli où ils peuvent se réfugier et bénéficier d'un avantage, au sein même de l'ouvrage. Le principe de l'échelonnement dans la profondeur est né, il est ensuite perfectionné par leurs successeurs, dont Sébastien Le Prestre de Vauban. On peut également citer Daniel Specklin qui écrivit Architectura von Vestungen.

### Le système Vauban

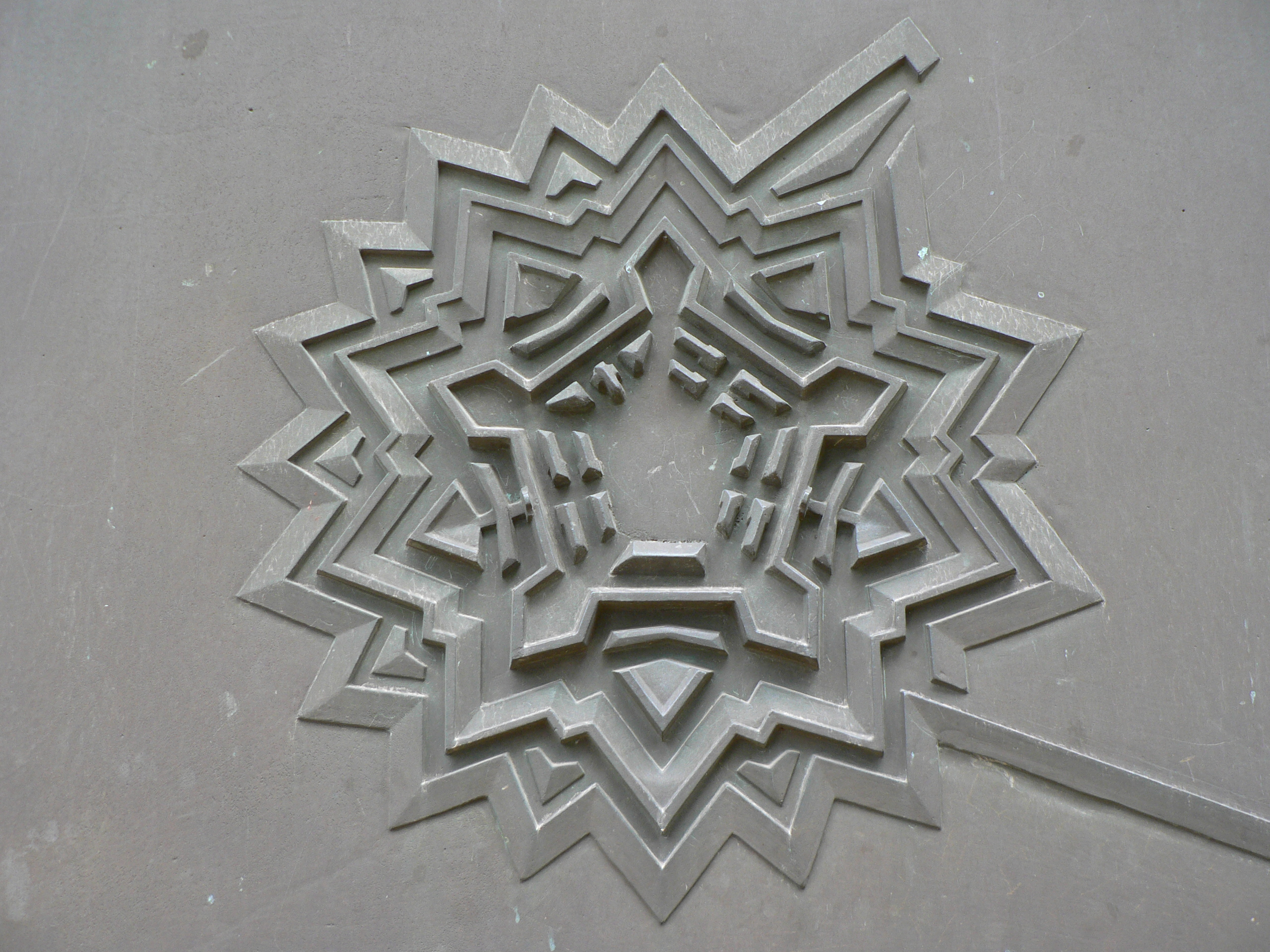
Étoile de Vauban de la citadelle de Lille.

Fort de son expérience de la poliorcétique, il conçoit ou améliore les fortifications de nombreuses villes et ports français. Cela commence en 1666 avec la prise en main des travaux du fort de Brisach. Ce premier chantier lui attirera l'inimitié de l'intendant d'Alsace, Charles Colbert de Saint-Marc qui n'hésitera pas à falsifier des pièces comptables pour le discréditer et se poursuit jusqu'à la mort de l'ingénieur en 1707. Ces travaux gigantesques sont permis par la richesse du pays. Il révolutionne aussi bien la défense des places fortes que leur capture. Il dote la France d'un glacis de places fortes pouvant se soutenir entre elles : pour lui, aucune place n'est imprenable, mais si on lui donne les moyens de résister suffisamment longtemps des secours pourront prendre l'ennemi à revers et lever le siège. De plus, si la ville tombe, Vauban, qui ne souhaite pas que les assiégés résistent jusqu'au dernier, estime qu'une place bien défendue peut permettre une reddition avec les honneurs. Cela entraine pour les assiégés de pouvoir quitter la ville arme à la main et libres. Ces troupes libérées pourront être employées ultérieurement et peut-être avec plus de réussite. Vauban va ainsi pousser le roi à révolutionner la doctrine militaire défensive de la France en concentrant les places fortes sur les frontières du Royaume c’est la « ceinture de fer » qui protège le pays : le pré carré du roi. À l’intérieur du pays, où le danger d’invasion est moindre, les forteresses sont démantelées. Paris perd par exemple ses fortifications, d’une part, pour libérer des troupes devenues inutiles et qui sont transférées aux frontières et d’autre part, pour éviter aux révoltes de trouver asile dans l’une d’elles comme cela avait été le cas lors de la Fronde.
Au total, Vauban a créé ou élargi plus de 180 forteresses (construction d'environ 119 places ou villes fortifiées, 34 citadelles, 58 forts/châteaux et plusieurs dizaines de bâtiments de défenses (réduits et redoutes)) et donné son nom à un type d'architecture militaire : le système Vauban qui a largement été repris même hors de France, par exemple pour les fortifications de la ville de Cadix.

### Le pré carré
La guerre aux frontières Nord de la France fait que la frontière est peu homogène avec un enchevêtrement de places françaises et ennemies. Vauban, afin de consolider les frontières du royaume et en rendre efficace la défense prône une gestion raisonnable de celles-ci. Il envisage de se défaire des places trop exposées et de s'emparer par la négociation ou la force des places ennemies trop avancées. Ce concept débouchera sur le pré carré.
Le pré carré est une double ligne de villes fortifiées qui protège les nouvelles frontières du Royaume de France contre les Pays-Bas espagnols. Le pré carré a été conçu par Vauban au XVIIe siècle après la conquête du nord de l’actuelle France.
- Première ligne (d'ouest en est) : Dunkerque, Bergues, Furnes, fort de Kenocq, Ypres, Menin, Lille, Tournai, fort de Mortagne, Condé, Valenciennes, Le Quesnoy, Maubeuge, Philippeville, Dinant.
- Deuxième ligne : Gravelines, Saint-Omer, Aire-sur-la-Lys, Béthune, Arras, Douai, Bouchain, Cambrai, Landrecies, Avesnes, Mariembourg, Rocroi, Charleville-Mézières[12].

À l'origine de cette expression, cette lettre adressée par Vauban à Louvois en janvier 1673 : "Sérieusement, Monseigneur, le roi devrait un peu songer à faire son pré carré. Cette confusion de places amies et ennemies ne me plaît point. Vous êtes obligé d'en entretenir trois pour une. Vos peuples en sont tourmentés, vos dépenses de beaucoup augmentées et vos forces de beaucoup diminuées, et j'ajoute qu'il est presque impossible que vous les puissiez toutes mettre en état et les munir. Je dis de plus que si, dans les démêlés que nous avons si souvent avec nos voisins, nous venions à jouer un peu de malheur, ou (ce que Dieu ne veuille) à tomber dans une minorité, la plupart s'en irait comme elles sont venues. C'est pourquoi, soit par traité ou par une bonne guerre, Monseigneur, prêchez toujours la quadrature, non pas du cercle, mais du pré. C'est une belle et bonne chose que de pouvoir tenir son fait des deux mains."
La mise en place de ce système ne se fit pas sans heurts, ainsi, lorsque le 28 septembre 1687, il envoie un dossier proposant de rationaliser les places fortes, la réponse de Louvois est sans appel « (...)si vous n'étiez pas plus habile en fortification que le contenu de votre mémoire donne lieu de croire que vous l'êtes sur la matière dont il traite, vous ne seriez pas digne de servir le roi de Narsingue, qui, de son vivant, eut un ingénieur qui ne savait ni lire, ni écrire, ni dessiner ».

## Conception et construction d'une fortification

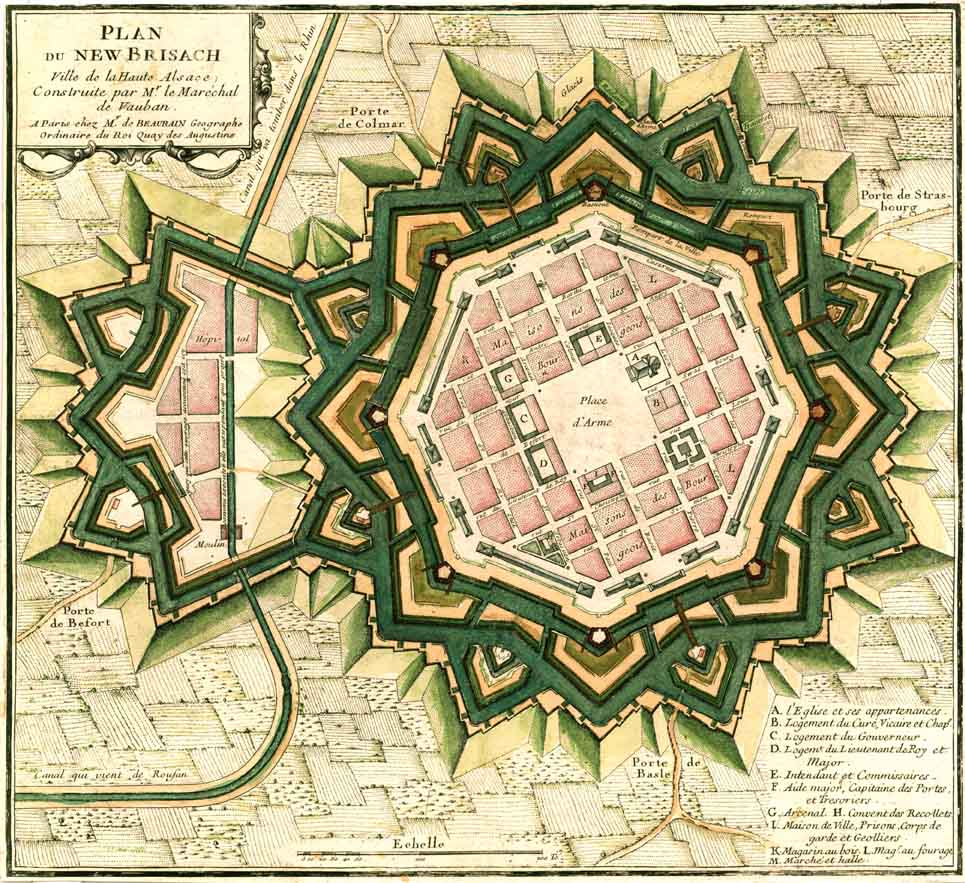
Plan de la citadelle de Neuf-Brisach.

Vauban était régulièrement sollicité pour, à l'instar de ses écrits sur la prise ou la défense des places fortes, rédiger un précis de construction. L'intéressé répondait invariablement que chaque place était unique, car il fallait tenir compte de son environnement et s'y adapter.
Tout au long de sa carrière, Vauban perfectionna l'architecture des forteresses qu'il construisit ou aménagea. Ainsi, on lui attribue trois systèmes de fortification.
- Premier système :

Au début de sa carrière d'ingénieur aux fortifications, son travail était très proche de ce qui avait été fait par les architectes italiens et français de l'époque. Lui-même reconnaissait qu'il « paganisait ».
- Deuxième système :

Tirant expérience de la poliorcétique, il développa un deuxième système. S'étant rendu compte que la prise d'un bastion entraînait invariablement la prise rapide de la ville, il décida de séparer ces derniers de l'ouvrage. Cette modification avait pour avantage de mieux protéger l'artillerie et de créer une deuxième ceinture de protection.
- Troisième système :

Ce dernier système est l'aboutissement de plusieurs décennies d'expérience militaire. Ce type d'ouvrage ne fut construit qu'une fois, ce fut Neuf-Brisach, en Alsace, destiné à remplacer la place de Vieux-Brisach (Alt-Breisach en rive droite du Rhin, perdue par la France). Il reprend les évolutions du deuxième système qui augmentait encore la défense en profondeur notamment par l'implantation de « tours-bastions » renforçants les bastions.

### Choix de l'emplacement
Vauban cherchait le meilleur emplacement possible pour ses citadelles, que ce soit l'emplacement proprement dit ou l'importance de cet emplacement. Ainsi, en 1686, à la suite d'un projet de fort dans l'île de Giesenheim, l'ingénieur s'oppose à cette idée, car selon lui, cet ouvrage n'empêcherait en rien une armée de remonter le long du Rhin. Pour la citadelle de Mont-Royal, il choisit, au lieu de renforcer un site préexistant - la place de Trarbach -, de créer de toutes pièces un nouvel ouvrage. Une fois l'emplacement choisi et les grandes lignes du projet dessinées, il délègue aux ingénieurs et dessinateurs la charge de réaliser le projet définitif.

### Construction du plan-relief
Construits en bois et en carton, les plans-reliefs étaient des maquettes destinées à présenter le projet de construction au Roi. Cependant, ils n'avaient pas que cette fonction. Ils servaient également à montrer la puissance du Roi, si une place était prise ou détruite par l'ennemi, cela permettait d'en garder la trace et si elle était reprise, le plan-relief servait comme base de travail pour apporter des améliorations. En raison de leur importance militaire, ces maquettes étaient à l'époque classées « secret-défense ». Depuis 1927, la collection est classée monument historique.

### Établissement des plans
Pour l'établissement des dessins et plans, Vauban disposait d'une équipe de dessinateurs qui travaillaient pour lui. Les frères Francart étaient installés au château de Bazoches et effectuaient tous les dessins, plans et croquis dont il avait besoin.

### Construction
Vauban adopte la formule de plans en polygone régulier dont l'angularité limite la régularité des tirs perpendiculaires, les seuls réellement efficaces, et permet aux assiégés de contrôler la totalité du périmètre de l'enceinte. La figure la plus répandue est celle du pentagone, cinq saillants, appelés bastions, étant reliés par des courtines dans lesquelles sont percées portes et poternes.
Vauban, pour la construction des ouvrages défensifs, critique ouvertement les financiers qui veulent réaliser des économies pouvant se révéler désastreuses sur le plan militaire. Il insiste sur le fait de « bâtir solidement et donner le prix juste des ouvrages ».

#### Aménagements
Lors de sa construction, le fort bénéficie d'aménagements. Ainsi des arbres sont plantés sur la muraille ainsi qu'à l'intérieur de la ville. Cela n'est pas dans un but esthétique, mais dans un objectif militaire. À cette époque, les sièges des villes se faisaient à la belle saison lorsque les feuilles des végétaux offraient un rideau masquant l'intérieur de la ville et de son système défensif aux yeux des assiégeants. De plus, lors d'un siège, les arbres pouvaient être employés à renforcer une muraille affaiblie, fournir du bois de chauffe, etc.
Pour la construction de plusieurs fortifications, dont celle de Neuf-Brisach, Vauban fit construire des canaux, dont le canal Vauban (Neuf-Brisach) permettant l'acheminement des pierres extraites des carrières.

## La fortification de la façade maritime
Après ses premiers travaux à Belle-île en 1682, Vauban revient en Bretagne en 1685 à Saint-Malo où il établit un projet de fortification pour la ville qui sera refusé par le Roi. De là, il se rend à Granville où il établit également un projet tout comme à Cherbourg (Cherbourg-en-Cotentin depuis 2016). Il poursuit sa route vers le nord et propose des fortifications pour plusieurs villes traversées. Le Roi ne retiendra que deux villes à renforcer, Brest et Dunkerque et quelques forts y compris insulaires (Oléron, Tatihou).

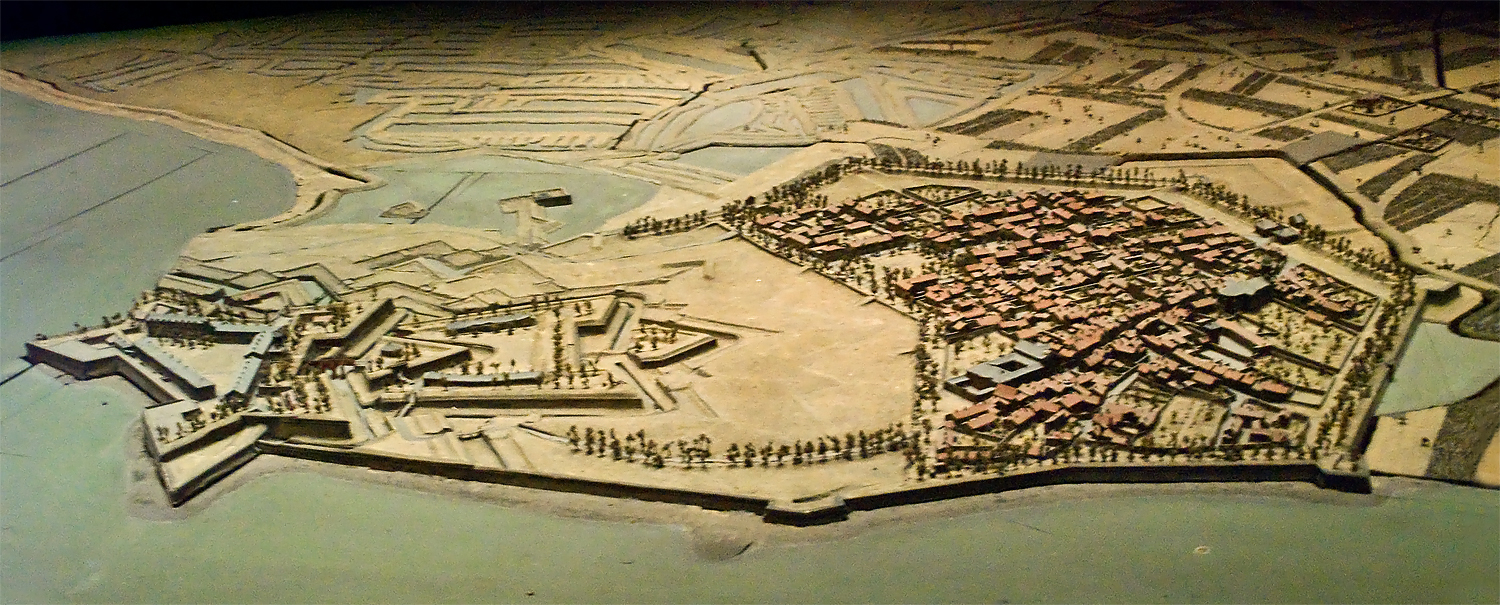
Le Château-d'Oléron : plan-relief avec fortifications de Vauban.
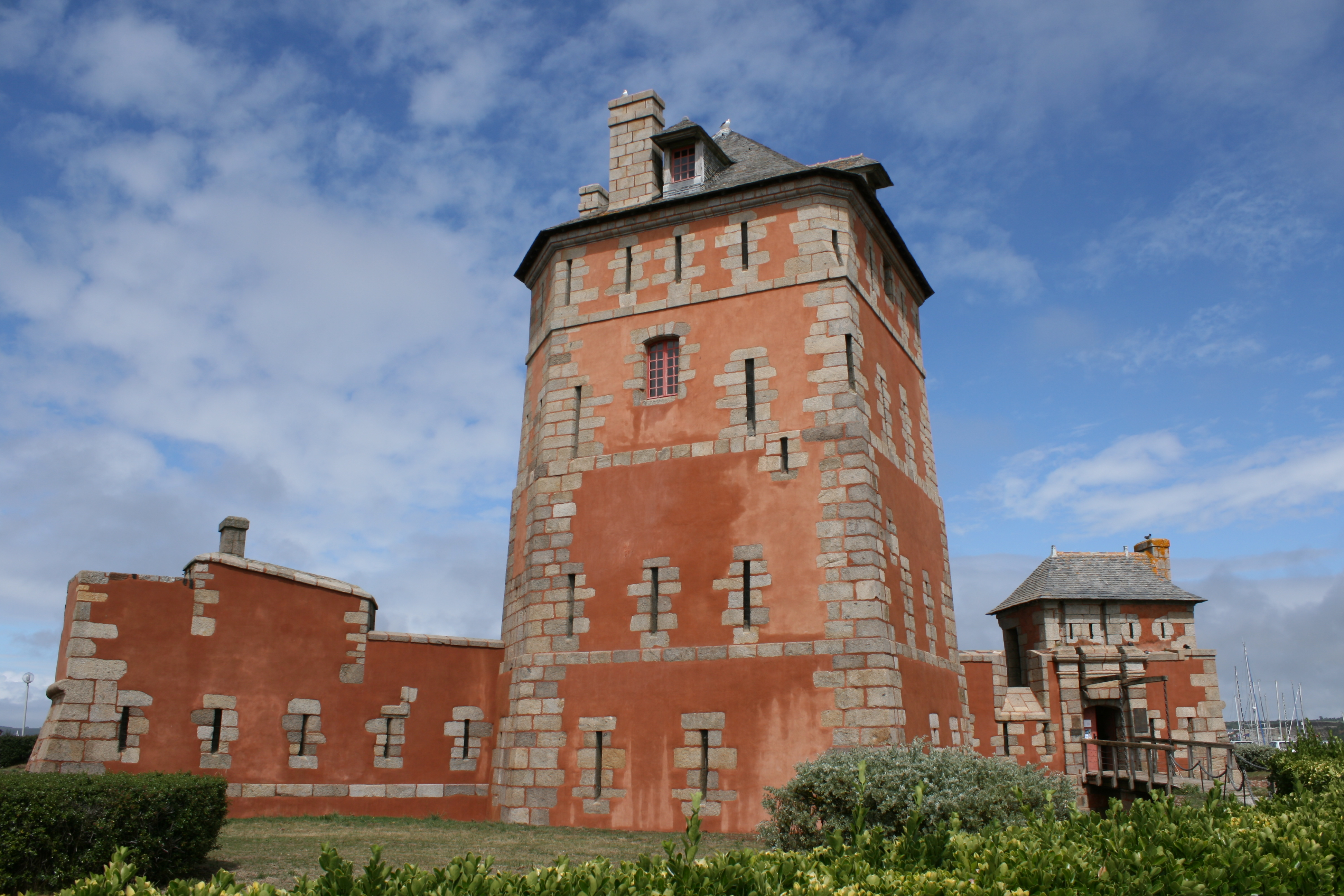
La Tour Vauban de Camaret-sur-Mer.
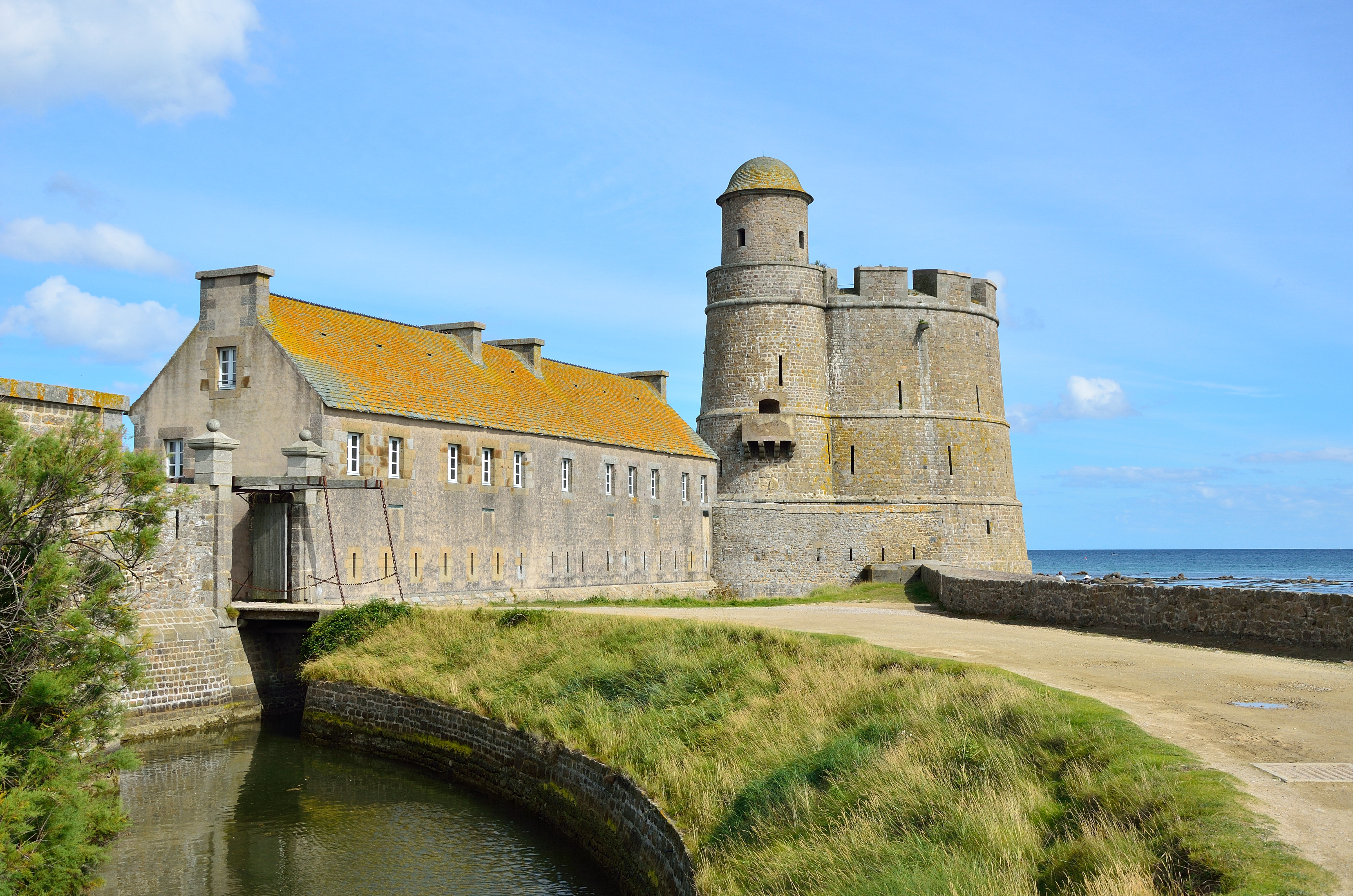
La Tour Vauban de Tatihou.

## La fortification en zone montagneuse
La fortification de ces zones est un défi pour l'ingénieur : contrairement aux plaines et vallons du Nord du royaume, chaque zone fortifiée est différente de sa voisine et nécessite un aménagement au cas par cas. À Besançon, comme la citadelle est surplombée par des hauteurs, il décide de remplacer les bastions par des tours bastionnées qui abritent des canons protégés dans des casemates qui seront à même de défendre plus efficacement le site en cas d'attaque ennemie.
La défense en zone montagneuse peut être considérée comme un quatrième système en raison du choix de l'implantation qui privilégiait les défenses naturelles. Ainsi, un emplacement judicieusement choisi et favorable à la défense permettait d'alléger les constructions du système défensif.
De juillet à septembre 1692, lors de la guerre de la Ligue d'Augsbourg, le duc de Savoie, opposé à la France, pénètre et ravage le Queyras et la vallée de la Durance. Le roi prend conscience de la fragilité de sa frontière alpine et envoie Vauban en urgence pour la fortifier. L'ingénieur interviendra sur plusieurs sites le long de cette frontière, dont Briançon et Château-Queyras, par exemple. Après des recherches approfondies dès septembre 1692, il choisit en novembre le plateau des mille vents (ou Millaures) à la confluence du Guil et de la Durance afin de verrouiller la route des Alpes : le projet de la forteresse nouvelle de Mont-Dauphin naît. Il a également prévu d'installer une population civile, car il y a des terres cultivables à proximité et des matériaux de construction en abondance. Le coût de ce projet est, dans un premier temps, estimé à 770 000 livres. Cependant, ce chantier rencontre de nombreuses difficultés, dont des affaissements de terrains, qui retardent les travaux. Vauban rejette cependant ces retards sur les ingénieurs locaux. La construction d'un fort en un tel lieu et à mille mètres d'altitude entraîne une logistique lourde. Une fois le fort construit, 100 à 300 mulets sont employés pour approvisionner la citadelle, seuls animaux pouvant emprunter les sentiers alpins accidentés. Depuis 2008, les places fortes de Briançon et Mont-Dauphin sont inscrites au Patrimoine mondial de l'UNESCO, parmi douze sites majeurs fortifiés par Vauban,.

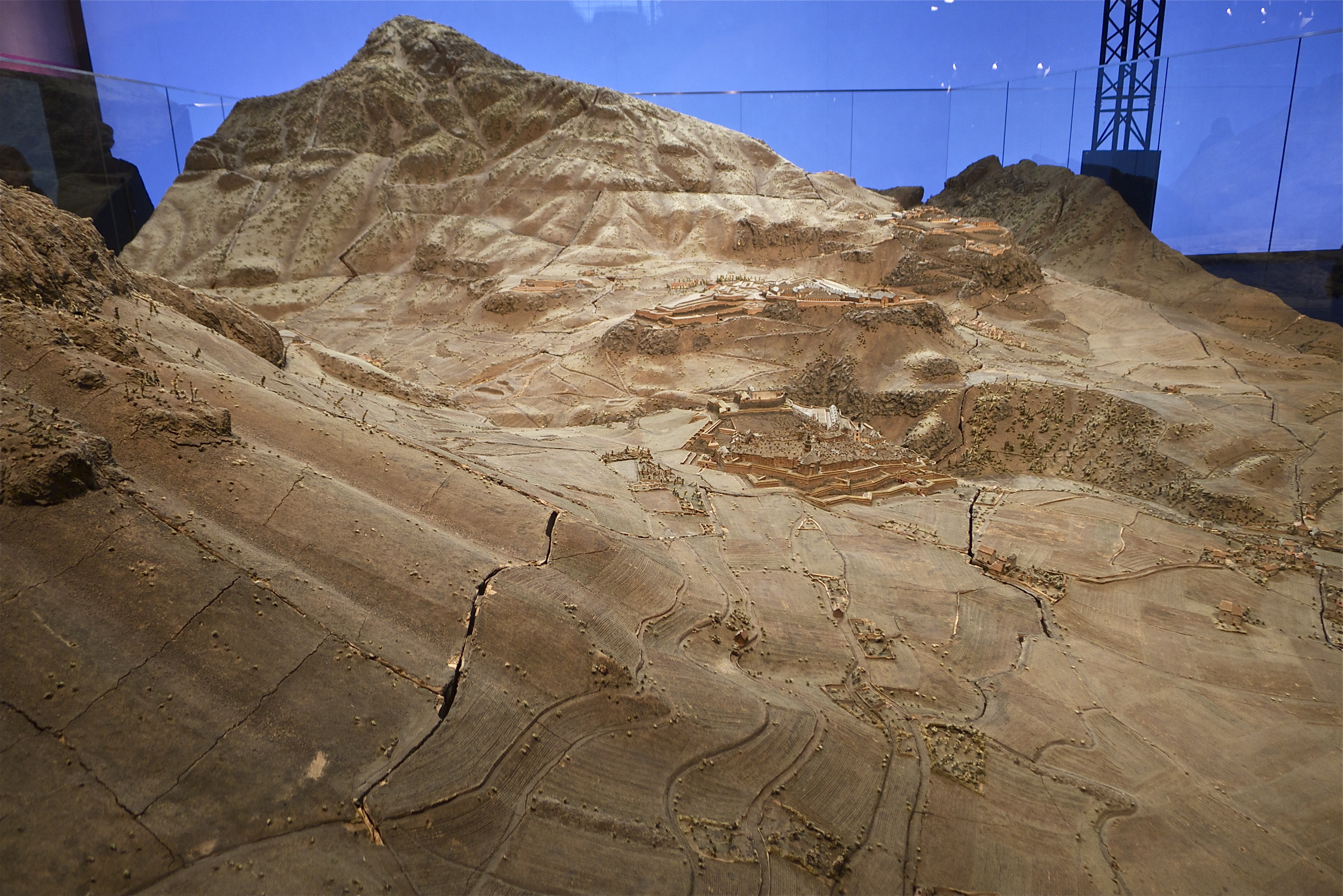
Plan-relief de Briançon en 1736, échelle 1/600e. Les fortifications de la ville et ses alentours ont reçu des améliorations et des créations nouvelles projetées par Vauban dès 1692.
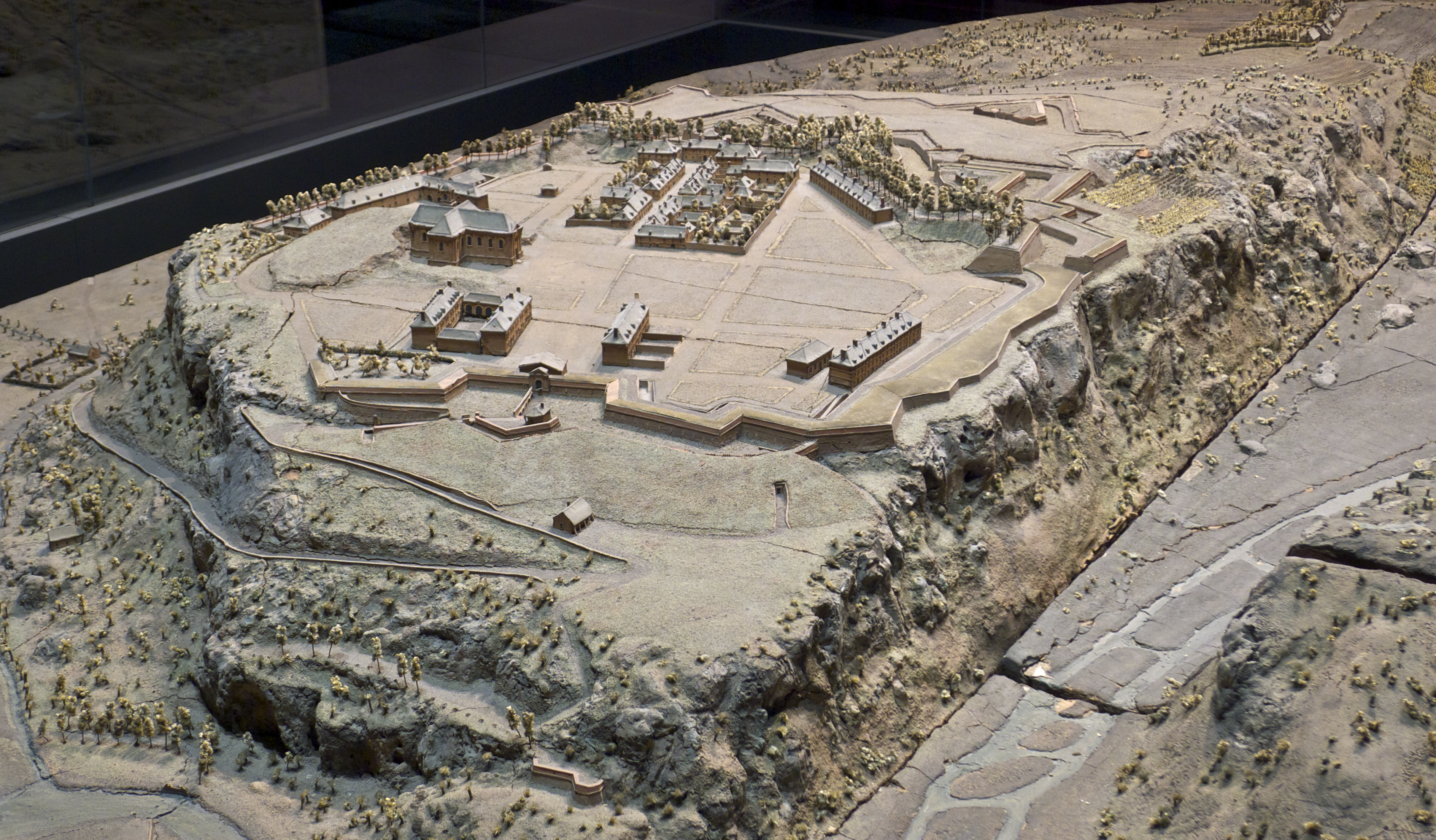
Plan-relief de la forteresse de Mont-Dauphin, place forte créée par Vauban. Plan-relief construit en 1695. Échelle 1/600e.

## Les réalisations civiles

### Aqueduc de Maintenon

L'aqueduc de Maintenon, resté inachevé.

Depuis l'installation de la cour à Versailles, la population de la ville a décuplé. Afin de l'alimenter en eau, de nombreux aménagements ont été effectués, mais ils se révèlent insuffisants. Il est projeté de détourner la partie haute de l'Eure pour alimenter le château par un canal d'environ 80 kilomètres qui doit enjamber la vallée de l'Eure que Vauban propose de franchir au niveau de Maintenon par un siphon, moins coûteux que l'aqueduc initialement prévu. Mais c'est finalement cette dernière solution qui sera retenue, car plus apte, selon Louvois, à glorifier le rayonnement du Roi. L'aqueduc de Maintenon devait avoir une longueur de presque 6 kilomètres, comporter 242 arches et culminer à 68 mètres de hauteur. Le chantier employa environ 30 000 hommes, dont deux tiers de soldats. En raison des guerres et de leur coût, ce chantier sera abandonné en 1689 et restera inachevé, tout en ayant coûté 8 millions de livres.

### Canal du Midi

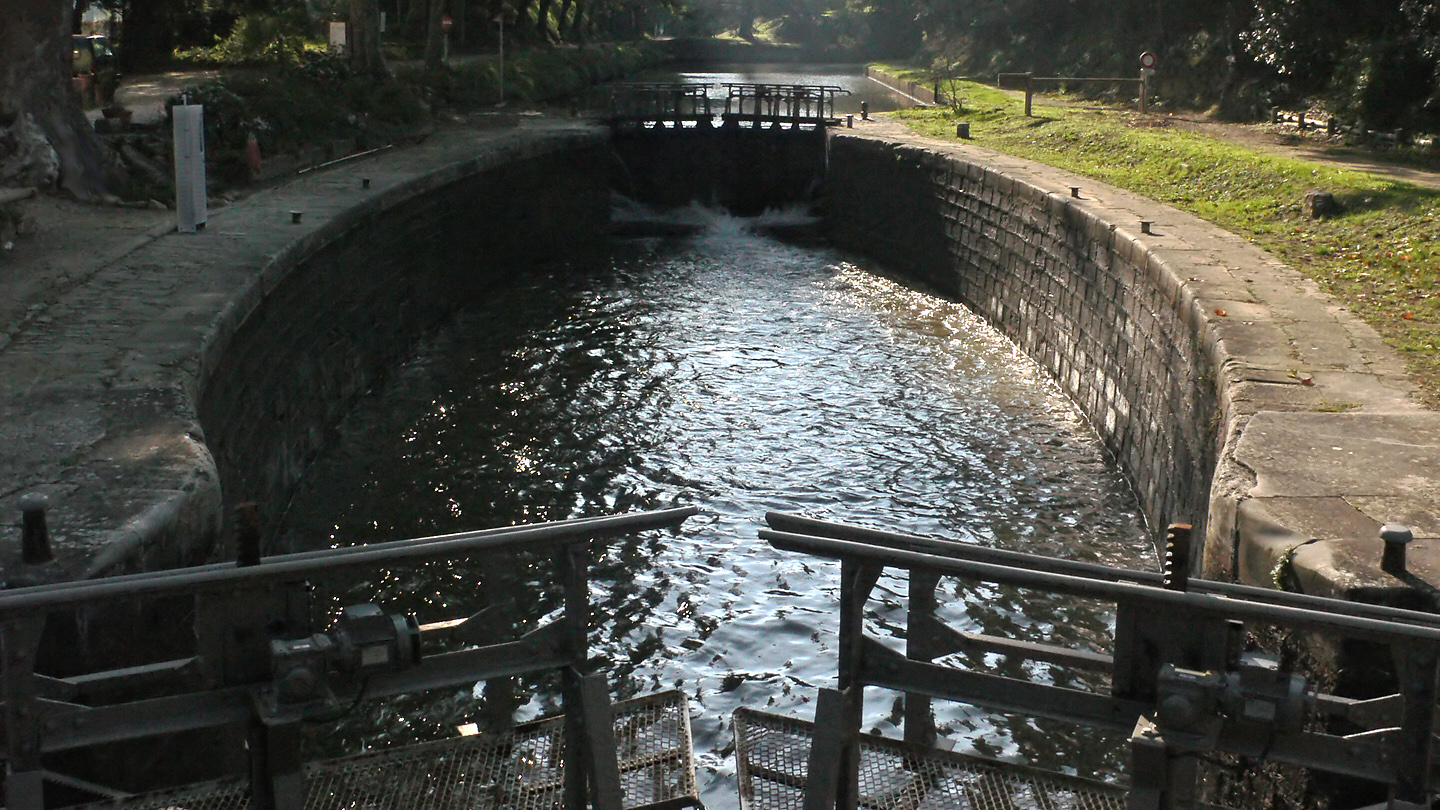
Une écluse sur le canal du midi à Naurouze

Fin 1685, Vauban inspecte le « canal de communication des mers » connu actuellement sous le nom de canal du Midi. Cet ouvrage avait pour objectif de relier l'Atlantique à la Méditerranée afin d'éviter d'avoir à passer par le détroit de Gibraltar. Pierre-Paul Riquet, dès 1662, lança le projet d'étudier la faisabilité d'un tel ouvrage. En 1665, devant le projet présenté, Colbert, par « lettres patentes du Roi », permet l'exécution d'une première étude, notamment concernant l'acheminement de l'eau en quantité suffisante pour alimenter un tel canal. Le projet approuvé, les travaux, prévus pour un coût initial de six millions de livres, commencent, financés par les États de Languedoc, par le roi et par Riquet lui-même lorsque les fonds viennent à manquer. Ce dernier meurt en 1680 avant que l'ouvrage ne soit terminé par son fils pour une dépense finale de 18 millions de livres. Toutefois, en l'état, l'ouvrage n'est pas exploitable et Vauban est chargé de déterminer les travaux à effectuer et les améliorations à apporter pour que le canal puisse être exploité ; en particulier, il fait creuser la Percée des Cammazes. Afin de mener à terme ce chantier, il confie celui-ci à Antoine Niquet qui n'hésitera pas à prendre des libertés vis-à-vis du projet de Vauban.
Après cet ouvrage, Vauban s'intéresse à un autre projet, aménager un canal dans les Flandres afin de relier Tournai à Dunkerque via Lille. Cet ouvrage aurait, selon le proposant, l'avantage d'assécher plus de dix mille arpents de marais et de capter une part non négligeable du commerce transitant habituellement plus au nord, mais hors du territoire français.

### Les canaux des Flandres
Au cours des années 1680, les conquêtes françaises ont intégré plusieurs villes dans le royaume. Alors que leurs débouchés fluviaux naturels se situent en territoire ennemi en se dirigeant vers le nord et les Pays-Bas espagnols. Il faut songer à faire parvenir ce qui est produit dans ces nouvelles annexions vers les ports français comme Dunkerque. Le seul moyen est de creuser un réseau de canaux, d'aménager un certain nombre de rivières comme l'Aa. Vauban y travaille et entre 1687 et 1693, il relie la Scarpe à la Deûle, creuse le canal de la Sensée qui joint Arleux à Douai en 1690.
Il multiplie les projets d'aménagement, ainsi, il projette de travailler sur l'Escaut pour le rendre navigable, de créer un nouveau canal qui relierait Tournai à Lille et pousserait jusqu'à la Deûle et la Lys.

### Château d'Ussé
C’est au XVIIe siècle que le château d'Ussé fut transformé en demeure de plaisance avec le charmant pavillon construit par le Maréchal de Vauban pour le mariage de sa fille avec le Marquis de Valentinay, fils du propriétaire, contrôleur des finances du Roi Louis XIV. C’est en sa faveur que le château acquiert ses plus belles lettres de noblesse et accède au marquisat,.

## Héritage
Les chantiers de Vauban furent parfois longs à achever ; ainsi, les ingénieurs durent en terminer plusieurs, parfois plusieurs décennies après le décès de leur concepteur que celui-ci avait initiés. À titre d'exemple, le château du Taureau fut terminé en 1745.
Le travail de Vauban sur les fortifications influença durablement ses successeurs. Ils s'évertuèrent à imiter, copier, interpréter le travail de l'architecte. Portant leurs travaux sur les tirs en enfilade et la défense en profondeur, ils négligèrent l'impact des tirs frontaux et abandonnèrent peu à peu le principe de l'enceinte symétrique.

### Frontières françaises

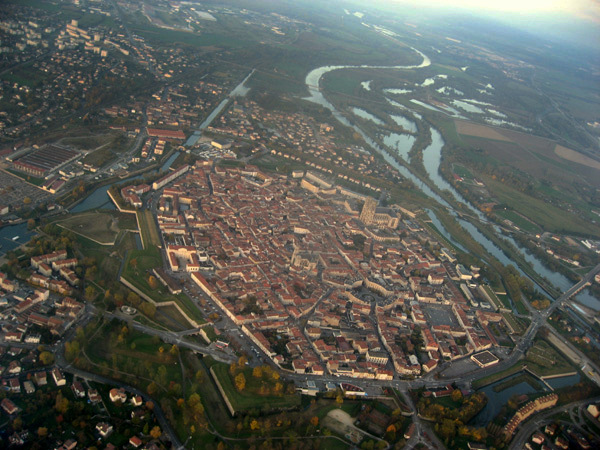
Toul comporte des fortifications de Vauban, dont une enceinte conçue en 1698 mais jamais complètement achevée.

La France a conservé un grand nombre de places fortifiées par Vauban, sans que les modifications ultérieures, excepté les démantèlements, aient dénaturé leur aspect.
En Allemagne à Fribourg-en-Brisgau, Forteresse de Mont-Royal, Kehl et Landau in der Pfalz, en Belgique à Audenarde, Ath, Château de Bouillon, Furnes, Fort de Knocke, Menin, Mons, Namur, et Ypres; à Luxembourg  de Luxembourg (ville) et aux Pays-Bas à Maastricht mais aussi à Soleure en Suisse, au Portugal la cité aux 12 branches de la ville d'Almeida

### À travers le Monde
Au Viêt Nam, sous la dynastie Nguyễn et plus particulièrement sous le règne de Gia Long, plusieurs citadelles furent construites,,. Elles reprennent dans les grandes lignes les principes de fortification de Vauban.
Sur la côte atlantique du Maroc s'élève une forteresse édifiée par le sultan Mohammed ben Abdellah. Ce dernier, en 1764, demande à Théodore Cornut de lui tracer les plans d'une citadelle construite dans la ville d'Essaouira.
Au Japon, la citadelle de Goryōkaku fut construite pendant la deuxième moitié du XIXe siècle.
Ces monuments sont présentés comme étant conçus à partir de modèles imaginés par Vauban. En replaçant ce dernier dans le contexte de l'architecture militaire, il n'est pas l'inventeur de cette architecture, il l'a juste perfectionnée. La citadelle de Bourtange (Pays-Bas) illustre ce propos puisqu'elle fut construite vers 1590, soit plus de quarante ans avant la naissance de l'ingénieur.
Au Brésil, la forteresse royale de Príncipe da Beira, fut construite pendant la deuxième moitié du XIXe siècle.
Elle aurait été construite par les portugais (et les autochtones) lors de la colonisation de l'Amérique du Sud puis a été envahi par la jungle et redécouverte en 1913. Des recherches plus récentes (octobre 2024) faites à l'aide de LIDAR ont décellé une importante colonnie.   
Des travaux d'exhummation de la colonie portugaise environnante sont actuellement en cours. 
(Source : Article Washington Post)
Ces monuments sont présentés comme étant conçus à partir de modèles imaginés par Vauban. E
Vers 1960, la commune de Vlagtwedde a pris l'initiative de remettre les fortifications en leur état historique. La totalité des remparts, des fortifications et des fossés a été reconstruite selon les plans de 1742.

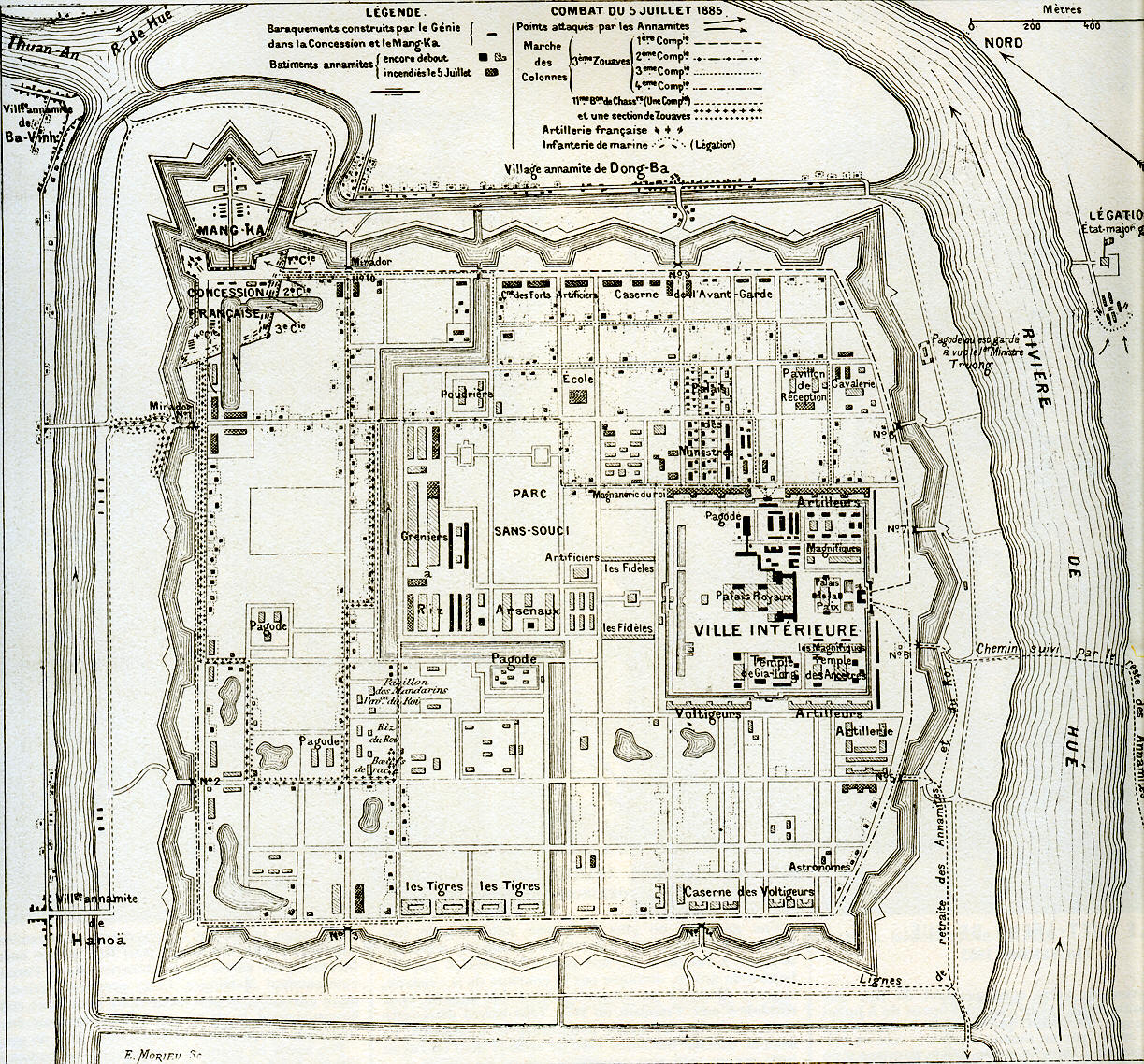
Plan de la citadelle de Hué lors de l'attaque française en 1885.
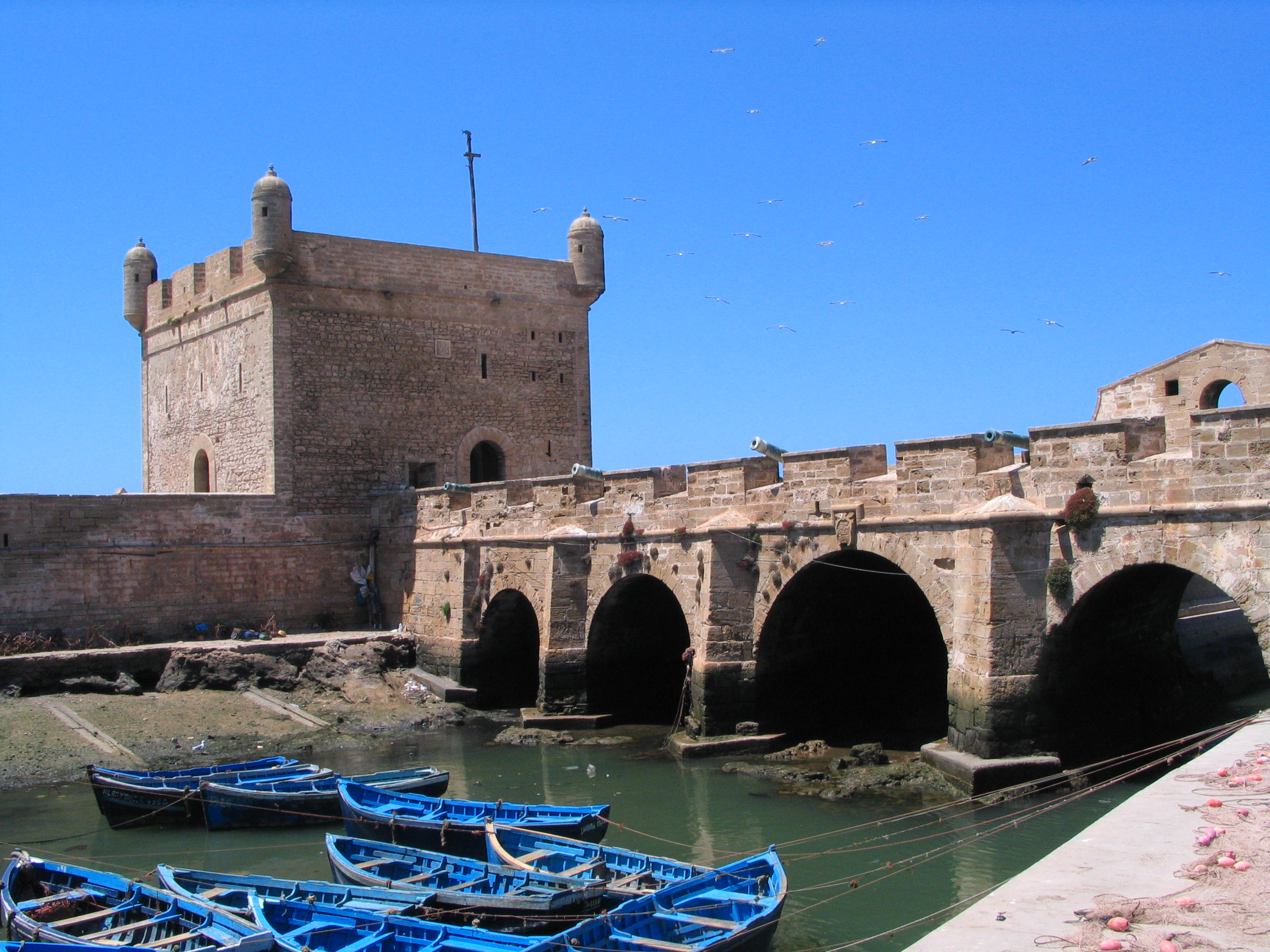
La citadelle d'Essaouira, au Maroc, typique de l'architecture Vauban.
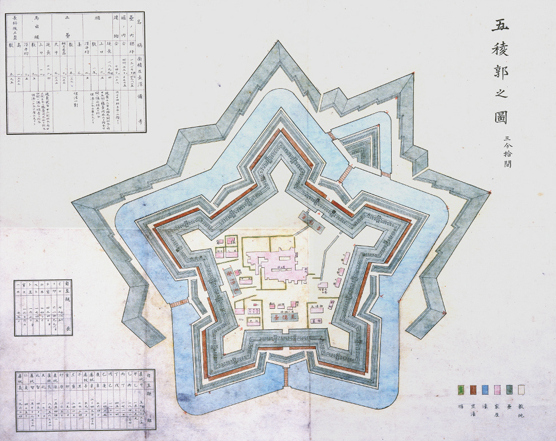
La citadelle de Goryōkaku au Japon

### Patrimoine mondial de l'UNESCO
Depuis 2008, douze sites remarquables fortifiés par Vauban sont classés au patrimoine mondial par l'UNESCO, soulignant l'importance de l’œuvre de l'ingénieur. Ces sites sont : Arras, Besançon, Blaye-Cussac-Fort-Médoc, Briançon, Camaret-sur-mer, Longwy, Mont-Dauphin, Mont-Louis, Neuf-Brisach, Saint-Martin-de-Ré, Saint-Vaast-la-Hougue, Villefranche-de-Conflent. Une association française permettait déjà depuis 2005 de fédérer ces douze sites dans le Réseau des sites majeurs de Vauban.